# Cuerpos arenáceos
Los cuerpos arenáceos (acérvulos o arena cerebral, del latín corpora arenacea) son estructuras calcificadas en la glándula pineal y otras partes del cerebro como el plexo coroideo. Los organismos más antiguos poseen muchos cuerpos arenáceos, cuya función, en su caso, se desconoce. La concentración de "arena cerebral" se incrementa con la edad, por lo que la glándula pineal se vuelve cada vez más visible con el tiempo en las radiografías de rayos X, por lo general durante la tercera o cuarta década. Se utilizan a veces como puntos de referencia anatómicos en exámenes radiológicos.
Análisis químicos muestra que están compuestas por fosfato de calcio, carbonato de calcio, fosfato de magnesio y fosfato de amoníaco. Recientemente se han descrito también depósitos de calcita.